# Hippocampus (mythologie)

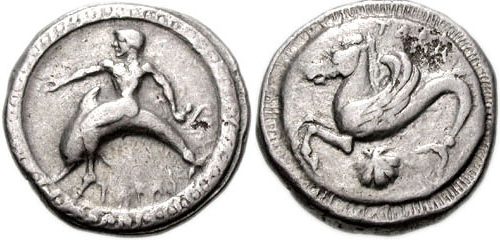
Munt uit Tarente met hippocampus (rechts), ca. 500 v.Chr.

De hippocampus (Latijn) of hippokampos (Oudgrieks: Ἱπποκάμπη of Ἱππόκαμπος) is een figuur uit de Griekse mythologie. Het is de mythische maritieme tegenhanger van het gewone paard. Het komt vaak voor dat fabeldieren simpelweg zee-varianten van echte dieren zijn. Andere zee-varianten van echt bestaande dieren zijn het zeevarken, de zeeaap en de zeehaas.
Het gewone zeepaard werden het hoofd en voorbenen van een paard en het geschubde onderlijf van een vis en de staart van een dolfijn toegedacht. Andere soorten hebben geen hoeven maar poten met vliezen, geen manen maar een vin, vleugels of een hoorn. Alle soorten werden geacht in de oceanen te leven.
Wie drinkt van wijn waarin de maag is opgelost van een hippocampus die giftig zeewier heeft gegeten, krijgt krampen. Wie dit overleeft krijgt geheugenverlies en wordt gek. Om dicht bij het water te zijn, gaat hij naar de zee en doolt over het strand.
Zeepaarden zouden de koets van de zeegod Poseidon (Neptunus) getrokken hebben, en zijn dochters, de Nereïden, reden op hun rug. De paarden leken op schuimende golven die naar de kust raasden. Poseidons (zee-)paarden en niet Poseidon zélf waren veroorzakers van aardbevingen, tenminste, dat dachten de mensen die het beest daarom verketterden.
Hippocampus is tevens de geslachtsnaam van zeepaardjes en delen van de menselijke hersenen, namelijk dat deel waar het geheugen zetelt.

## Galerij

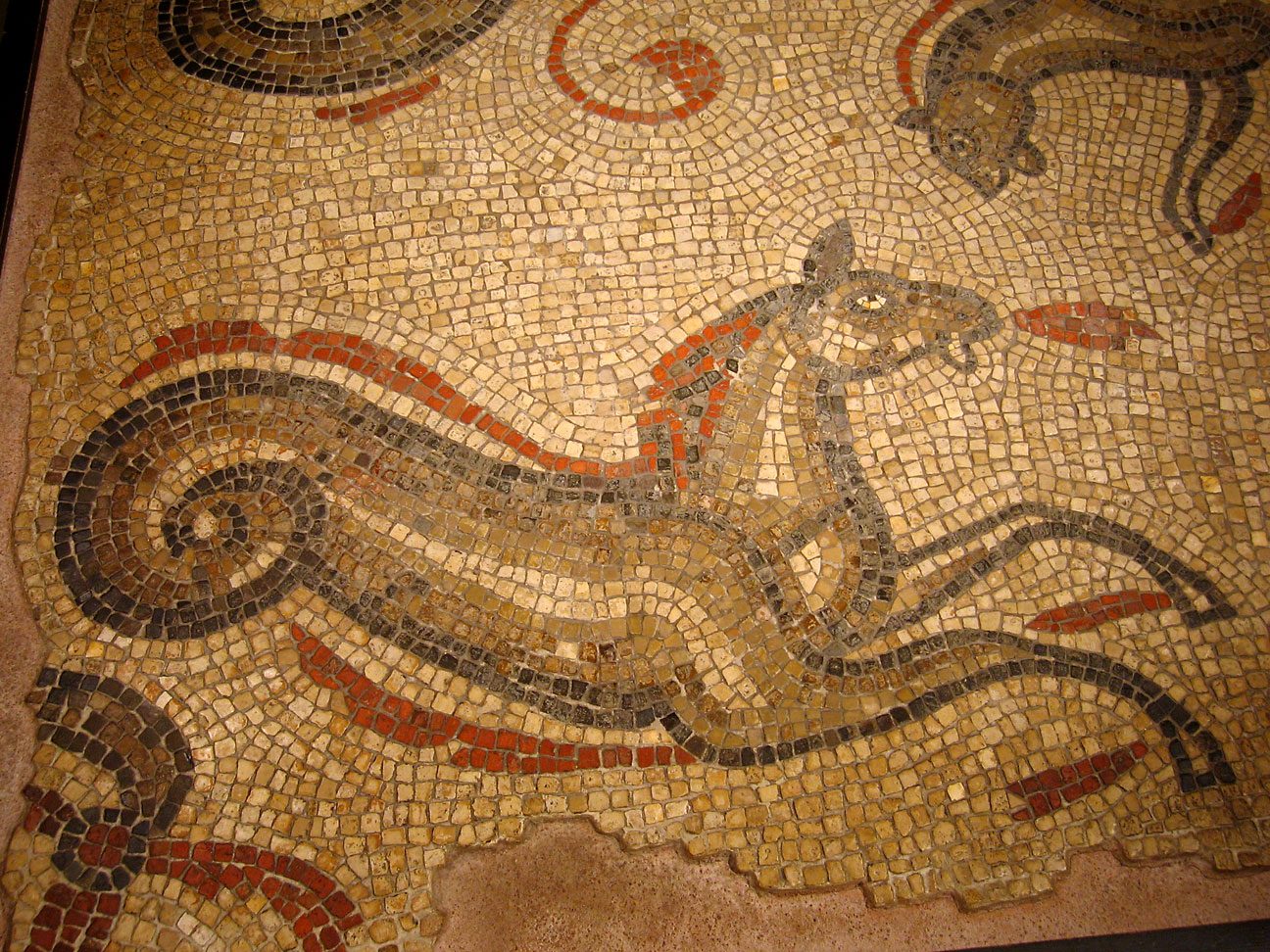
Hippocampus in Romeins mosaiek in de thermen van Aquae Sulis (Bath)
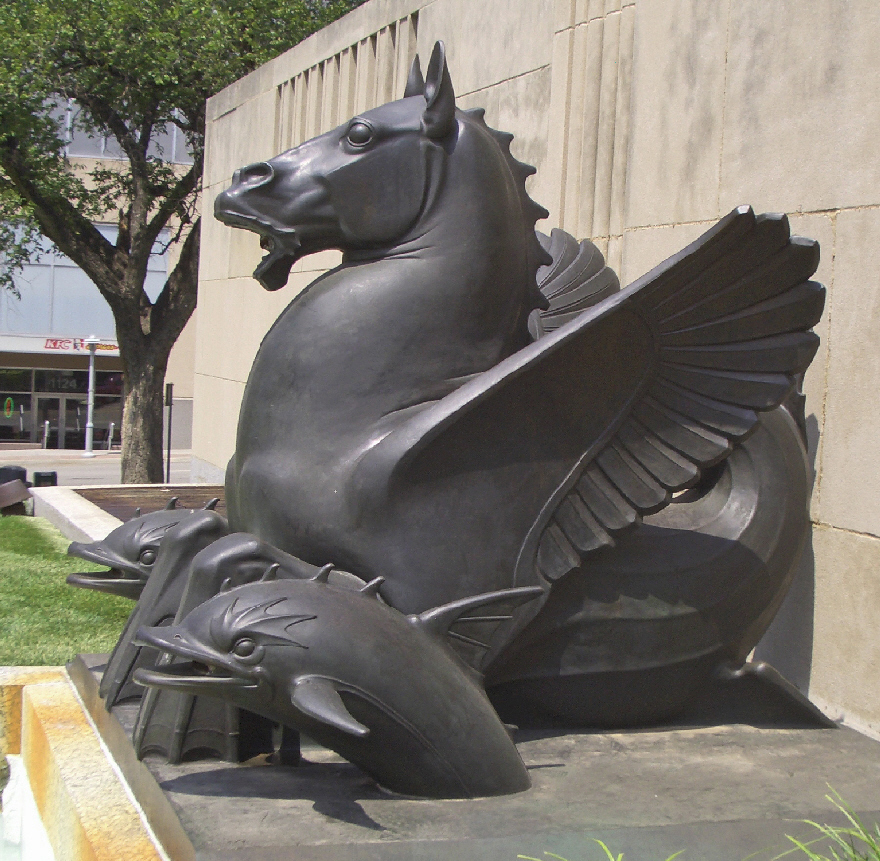
Hippocampus in Kansas City
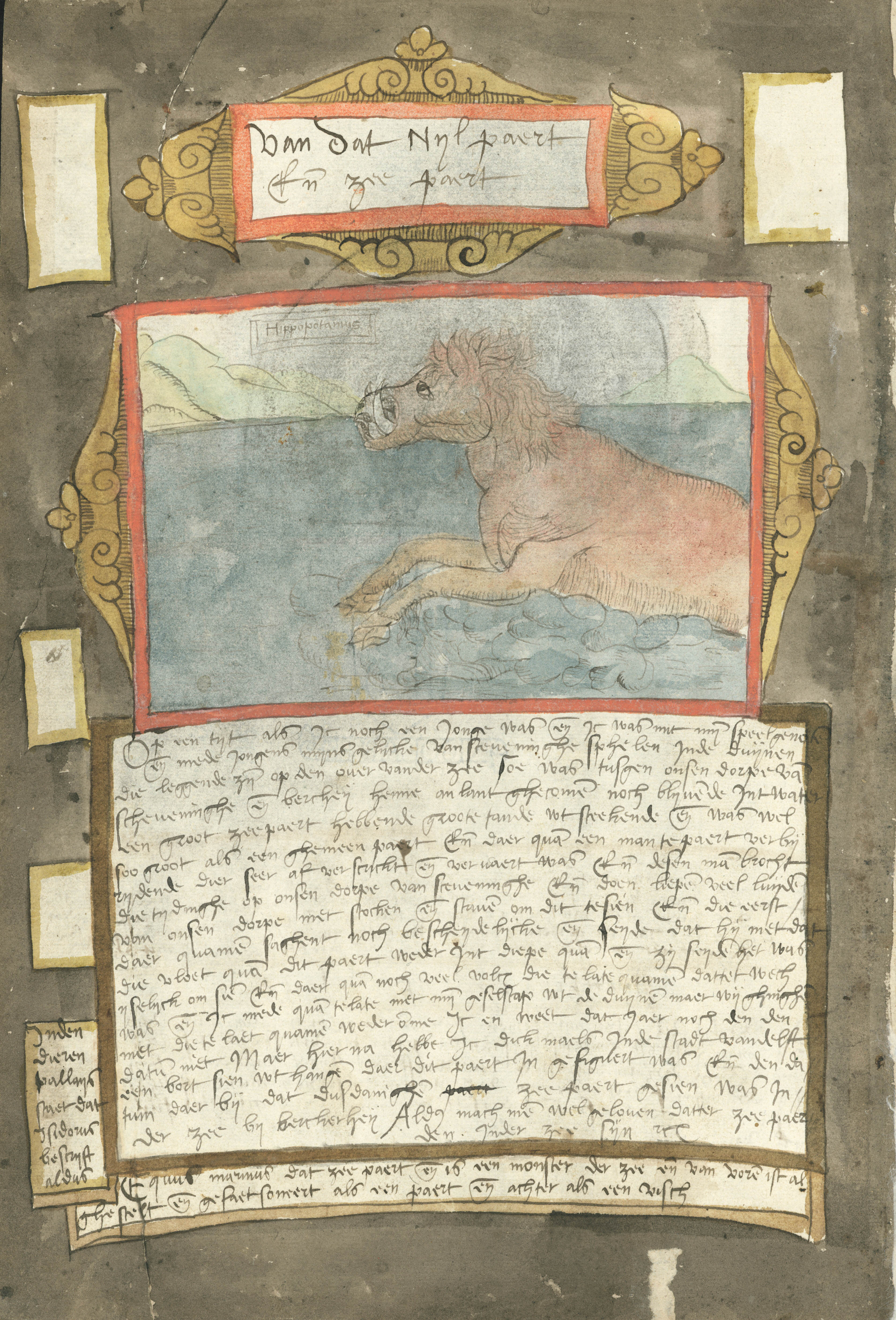
Zeepaard in Adriaen Coenen's Visboeck